# Bacchisa hoffmanni
Bacchisa hoffmanni är en skalbaggsart som först beskrevs av J. Linsley Gressitt 1939.  Bacchisa hoffmanni ingår i släktet Bacchisa och familjen långhorningar. Inga underarter finns listade.